# X-Man
X-Man est le terme générique employé dans l'univers Marvel de la maison d'édition Marvel Comics pour désigner individuellement les membres appartenant à l'équipe de super-héros mutants les X-Men. On peut employer ce terme pour désigner tous les membres de cette équipe, qu'il soit homme ou femme (même adolescent ; par exemple, la jeune Kitty Pryde se disait « X-Man » dès ses débuts). 
C'est aussi le nom de code de Nathaniel « Nate » Grey, le fils cloné de deux membres des X-Men, Cyclope et Jean Grey. Créé par le scénariste Jeph Loeb et le dessinateur Steve Skroce (en), le personnage de fiction apparaît pour la première fois dans le comic book X-Man #1 en mars 1995.

## Biographie du personnage

### Origines
Nate Grey est né durant l'Ère d'Apocalypse, une réalité alternative résultant de la mort de Charles Xavier tué par son fils Légion.
Nate a été créé génétiquement à partir des cellules de Scott Summers (Cyclope) et de Jean Grey dans le laboratoire de Sinistre. Il a grandi dans une cuve d’accélération de particules, afin d’être au service de Sinistre, mais une fois réveillé il s’est échappé, aidé par son père qui ignorait qui il était.
Échappé des camps de prisonniers d’Apocalypse, Nate est recueilli par Forge et sa troupe avec qui il demeurera. Lors d’une mission, Nate sauve Theresa Rourke (Cyrène) qu’il prend sous son aile. Quand Apocalypse découvre les pouvoirs de Nate, il envoie ses émissaires, Domino, Caliban et Grizzly afin de l’éliminer. Lors de cette bataille, Forge sera tué par Sinistre qui révèle la vérité à Nate sur sa naissance et son destin (tuer Apocalypse). Dans un accès de rage, Nate tue Sinistre avant de partir à la rescousse de Magnéto, retenu dans la citadelle d’Apocalypse. Là bas il rencontre ses "parents", Cyclope et Jean Grey. Lors de la bataille finale des X-Men contre Apocalypse, Nate doit se défaire d’Holocauste, le fils d’Apocalypse, et il le poignarde avec un fragment du Cristal M’Kraan, ce qui a pour effet de les envoyer tous deux dans la réalité « normale »  des héros.

### Arrivée dans notre réalité
À la suite de son voyage jusqu'à notre Terre, Nate Grey atterrit dans les montagnes, en Suisse. Ne reconnaissant rien, il explose de rage et laisse éclater son pouvoir. Recherchant désespérément une figure familière, il va inconsciemment durant son sommeil faire renaître Madelyne Pryor (clone de Jean Grey, sa mère) avec qui il noue une relation.
L’arrivée dans le monde d’une puissance telle est remarquée par Xavier et Blaquesmith. Le premier désire nouer un contact avec lui sur le plan astral, mais Nate, percevant le mal en Xavier, l’éjecta du plan astral, lui faisant subir une cuisante défaite, lui, le plus puissant télépathe au monde (ce qui a pour conséquence de donner accès à Onslaught au monde réel). Blaquesmith, lui, voulut le tuer, et il envoie Cable l’affronter.
Durant leur combat s'invite Exodus, qui a précédemment vaincu X-Force et Cable. Nate vainc aisément Exodus à la grande surprise de Blaquesmith et Cable. Ce dernier comprend qu'il ne peut le vaincre et essaie de nouer un contact télépathique avec lui. Etant une seule et même personne, cela crée un écho qui les fait tous deux souffrir terriblement et Cable en profite pour énerver Nate, ce qui va l'amener à un point de rupture, son corps ne supportant pas autant de puissance, et il s'évanouit. Blaquesmith tente de le tuer, mais Cable le prend sous sa protection.
Nate est ensuite approché par Dark Beast, les X-Men, Génération X, Havok, mais mêlant ses souvenirs de son monde (les gentils étant méchants et inversement en ce monde), il manque d'en tuer certains, et n’arrive pas à faire confiance aux autres. Moira MacTaggert lui annonce après examens que son corps ne supporte pas autant de pouvoir, et que celui-ci le ronge comme un cancer, et qu'il mourra jeune, consumé par son pouvoir. Il se dévoue alors pour aider les habitants de New-York (qui le voient comme un médium) et rencontre ainsi Peter Parker, venu faire un reportage sur lui. Découvrant rapidement l'identité secrète de Peter, Nate l'aide à combattre Morbius qui mord Nate, l'infectant avec son virus du Vampire. Nate et Spider-man arrivent à vaincre Morbius et nouent une forte amitié (leur passé étant très semblable).

### Onslaught
Nate Grey ayant perçu une menace pour l'humanité en Xavier tente de prévenir les X-Men, puis les Vengeurs mais sans succès. Il accompagne les Vengeurs secourir les X-Men à la suite de l'attaque de l'Institut par Onslaught. Nate se sert de ses puissants pouvoirs télépathiques et psioniques pour créer une image de Onslaught à partir de la mémoire des X-Men (car Onslaught les a bloquées).
Cyclope demande à X-Force de le protéger, car durant leur combat contre Onslaught les mutants découvrent que celui-ci a ouvert les dossiers de Xavier sur Nate et Franklin Richards. Sinistre profite de l'occasion pour mettre la main sur Nate et balaie X-Force. Nate ressort victorieux du combat mais se fait capturer par Onslaught, croyant aider Franklin dont Onslaught avait pris l'apparence. 
Onslaught accède à sa mémoire et découvre, grâce à ses souvenirs, son monde d'origine (où Apocalypse avait pris le pouvoir). Mais comprenant le résultat de la guerre qui s'y est déroulée (ne laissant aucun survivant), Onslaught décide de détruire toute vie sur Terre, Humains comme Mutants. Onslaught absorbe alors Nate (tout comme Franklin avant lui) afin de se servir de ses pouvoirs, qui, associés à ceux de Franklin, n'ont plus aucune limite.
Durant le combat des héros contre Onslaught, Nate et Franklin sont sauvés par Cable, Xavier et Joseph.

### Opération Tolérance Zéro
Après la chute d'Onslaught, Nate Grey est contacté par sa mère alternative, Jean Grey, afin de l'aider à défaire Madelyne Pryor qui a perdu la raison. Il se refuse à la tuer finalement, mais à la suite de ce combat, il perd une partie de ses pouvoirs télékinésiques. Il refuse l'aide de Jean et des X-Men, mais il est heureux de revoir sa mère avec qui il lie une relation de confiance.
À la suite des événements post-Onslaught, Nate rejoindra son oncle Havok à la Confrérie des mauvais mutants, en compagnie d'Aurora et Dark Beast (ce dernier lui ayant promis de l'aider à retrouver ses pouvoirs télékinésiques). Mais quand la Confrérie tente de voler un gaz hautement toxique pour s'en servir contre la population, Nate se sacrifie afin de contenir le gaz dans l’entrepôt. Durant sa "mort", l'esprit de Nate le force à se remettre en question et à se bouger. Il va alors reprendre vie et, ayant retrouvé ses pouvoirs, va s'envoler vers New-York avant de s'effondrer à Central Park, complètement épuisé.
Il sera recueilli par trois filles, et durant son sommeil fiévreux, Cable va le contacter afin qu'il aide la famille Grey, alors en danger, menacée par Bastion et ses Sentinelles Suprêmes.
Nate va alors aider son grand-père, ainsi que ses petit-cousins à échapper aux Sentinelles, avec beaucoup de mal, étant dans un état de fatigue très prononcé.
Il se sacrifie pour sauver la planète dont il s'estime le protecteur. Il ressuscite quelques années plus tard et rejoindra l'équipe des Nouveaux Mutants menée par Danielle Moonstar, avec laquelle il a une aventure.

## Le plus puissant des mutants
Avant sa résurrection, Nate Grey était considéré comme le mutant le plus puissant au monde, faisant partie des mutants de niveau Oméga, d'où son surnom de « X-Man ». Ses pouvoirs télékinésiques et télépathiques étaient sans limites. Il était d’ailleurs la cible de nombreux ennemis (Onslaught, Apocalypse) désireux de s’approprier ses pouvoirs.
D'après Mister Sinistre, Nate était le mutant le plus puissant qui ait jamais existé. Comme Cable (son équivalent dans l'univers Marvel classique), il est le fruit des recherches génétiques que Mister Sinistre a menées durant des générations, et il semble que le généticien soit à l'origine des différentes générations de Summers et Grey. À la différence de Cable, dont les pouvoirs sont bridés par son technovirus, les pouvoirs de Nate Grey étaient si grands qu’ils consumaient son corps et menaçaient de le détruire.
Moira MacTaggert a comparé ses pouvoirs à un cancer dévorant son corps.

## Pouvoirs et capacités
Nate Grey possédait à l'origine de vastes pouvoirs psychiques. Ses pouvoirs se manifestaient souvent par son œil gauche qui brillait (comme pour Cable). Il avait notamment la capacité de puiser dans les énormes ressources psychiques du plan astral; ce qui lui permettait de manipuler la matière et l'énergie à grande échelle.
- X-Man pouvait communiquer avec n'importe qui dans le monde, lire les pensées de plusieurs esprits simultanément et projeter des illusions.
- Il pouvait déplacer des masses extrêmement lourdes ou petites, et même interférer avec la nature (il pouvait ouvrir un gouffre, arrêter la neige ou figer le temps). Il était aussi capable de filtrer ses molécules, et donc de se rendre intangible (comme Kitty Pryde).
- Il était capable de voir le passé d'un objet ou d'un lieu, en lisant les relevés psychiques (psychométrie).
- Il pouvait voler dans les airs à grande vitesse.

À la suite de sa résurrection, il a perdu une grande partie de ses pouvoirs et ne bénéficie désormais plus que d'une télékinésie limitée.